# Shok (filme)
Shok é um filme britânico-kosovar de 2015 dirigido e escrito por Jamie Donoughue, que conta histórias baseadas na Guerra do Kosovo. Ele foi indicado ao Oscar de melhor curta-metragem em 2016 e venceu o Aspen Shortsfest de melhor drama, além de receber condecorações no Hollyshorts Film Festival  e no DC Shorts Film Festival.